# Alcippe cinerea
Az Alcippe cinerea a madarak osztályának verébalakúak (Passeriformes) rendjébe és a Pellorneidae családjába tartozó faj.

## Rendszerezése
A fajt Edward Blyth angol zoológus írta le 1847-ben, a Minla nembe Minla cinerea néven. Besorolása vitatott, egyes szervezetek a Schoeniparus nembe sorolják Schoeniparus cinereus néven, de volt a Pseudominla nemben is  Pseudominla cinerea néven is.

## Előfordulása
Dél- és Délkelet-Ázsiában, Banglades, Bhután, Kína, India, Laosz, Malajzia, Mianmar, Nepál és Vietnám területén honos. 
Természetes élőhelyei a szubtrópusi vagy trópusi hegyi esőerdők és magaslati cserjések. Állandó, nem vonuló faj.

## Megjelenése
Testhossza 11 centiméter, testtömege 8-13 gramm.
|  |

## Életmódja
Az aljnövényzetben keresgéli gerinctelenekből álló táplálékát.

## Természetvédelmi helyzete
Az elterjedési területe nagyon nagy, egyedszáma ugyan csökken, de még nem éri el a kritikus szintet. A Természetvédelmi Világszövetség Vörös listáján nem fenyegetett fajként szerepel.